# Adore
Adore er det fjerde album fra Smashing Pumpkins og blev udgivet 1. juni 1998 – få dage efter bandet havde holdt koncert for tusindvis af mennesker i Tivoli, København. Albummet er udgivet på Virgin Records.
Efter kæmpesucceserne Siamese Dream og Mellon Collie and the Infinite Sadness var der høje forventninger til Smashing Pumpkins. Bandet gik dog i en helt anden retning end forventet og lavede et album med en mere stille og mere elektronisk lyd. Selv om Adore gik direkte ind som nummer et i New Zealand og som nummer to i USA, blev pladen en kommerciel fiasko. I USA er der blevet solgt 1,2 millioner eksemplarer, hvilket er under en fjerdedel af både Siamese Dream og Mellon Collie and the Infinite Sadness.
Kritikerne kunne dog godt lide bandets kunstneriske udfoldelser, og bandet blev bl.a. nomineret ved Grammy Awards i 1999 i kategorien Best Alternative Music Performance. 
I forbindelse med udgivelsen af bandets syvende album Oceania i 2012 lavede musikmagasinet Rolling Stone en oversigt over de 20 bedste sange fra Smashing Pumpkins ud fra en omfattende afstemning blandt fans. På listen blev der kun stemt ét nummer fra Adore ind, idet "Ava Adore" fik en plads som nummer 15. Ved bandets koncerter er "Ava Adore", "To Sheila", "Perfect", "Shame" og "For Martha" i nævnte rækkefølge de mest spillede numre live. 
Smashing Pumpkins regner med at genudgive albummet i 2013.

## Skæringsliste
1. "To Sheila"
2. "Ava Adore"
3. "Perfect"
4. "Daphne Descends"
5. "Once Upon a Time"
6. "Tear"
7. "Crestfallen"
8. "Appels + Oranjes"
9. "Pug"
10. "The Tale of Dusty and Pistol Pete"
11. "Annie-Dog"
12. "Shame"
13. "Behold! the Night Mare"
14. "For Martha"
15. "Blank Page"
16. "17"

## Singler
- Ava Adore (1998)
- Perfect (1998)

## Baggrund
Allerede under interviews efter udgivelsen af Mellon Collie and the Infinite Sadness afslørede bandet, at det næste album i rækken ville blive noget helt andet. Bandet udtrykte et ønske om ikke at lave en traditionel rockplade, ligesom eksempelvis Gish og Siamese Dream. I juli 1996 blev trommeslager, Jimmy Chamberlin, fyret fra bandet, hvilket i sidste ende også fik en alvorlig indflydelse på bandets fjerde album. I 1997 udgav bandet det første materiale uden deres oprindelige trommeslager, og løsningen var elektronisk musik, lidt i stil med bandets kæmpehit 1979, med Matt Walker bag trommerne. De udgav bl.a. Eye og The End Is the Beginning Is the End på forskellige soundtracks, og begge sange indeholdte elementer af hård rock og elektronisk musik. Mange formodede, at dette var bandets nye stil og fundamentet for den kommende plade.

## Indspilningerne
I august 1997 indtog de tre resterende bandmedlemmer et studie i Chicago, USA for at begynde indspilningerne sammen med producer Brad Wood og trommeslager Matt Walker. Matt Walker havde afløst Jimmy Chamberlin på bandets foregående verdensturné, og det var oprindeligt meningen, at han skulle spille trommer på Adore. Billy Corgan syntes dog ikke, at indspilninger med produceren gik så godt og kasserede alle optagelserne. Bandet flyttede derfor indspilningerne til Los Angeles, hvor bandets tidligere producer, Flood, skulle assistere Corgan i at producere albummet. Corgan har også udtalt, at han under indspilninger til Adore var langt mere åben over for input fra James Iha og D'arcy Wretzky end på tidligere album. 
I efteråret 1997 spillede bandet et par koncerter, hvor de debuterede nogle af nyskrevne sange, heriblandt Ava Adore, To Sheila og Behold! the Night Mare. Matt Walker spillede i samme forbindelse sin sidste koncert med bandet, da han opstartede et nyt band med navnet The Cupcakes. Selvom Matt Walker fortsat ville deltage i indspilningerne til Adore, blev det klart, at han ikke ville være til rådighed for en opkommende verdensturné. Da Smashing Pumpkins vendte tilbage i studiet i december 1997, var det derfor med en række nye trommeslagere, bl.a. Matt Cameron fra Soundgarden og Joey Waronker fra Beck. 
Albummet blev færdiggjort i starten af 1998, og 30 sange lå klar til udgivelse, hvoraf de 16 blev valgt til Adore. Matt Walker spillede trommer på langt de fleste sange, der blev medtaget på pladen. Joey Waronker spillede trommer på Perfect, Once Upon a Time og Pug, mens Matt Cameron spillede trommer på For Martha. Trommerne på Shame blev klaret af en trommemaskine. På bandets verdensturné i 1998 spillede Kenny Aronoff trommer. Han debuterede i bandet i maj 1998 og spillede trommer indtil 31. oktober samme år. På dette tidspunkt vendte den tidligere trommeslager, Jimmy Chamberlin, tilbage til bandet. 

## Reaktion
Adore gik med 174.000 solgte eksemplarer i den første uge direkte ind som nr. 2 på den amerikanske hitliste. Der udkom hurtigt to singler fra albummet, Ava Adore og Perfect, men ellers stoppede reklamen for bandets nye album relativt hurtigt. Det blev hurtigt klart, at Adore ikke blev den samme kommercielle succes, som bandets to forrige album. Der er blevet solgt 1.100.000 eksemplarer i USA af Adore, men sammenlignet med Siamese Dream (4,6 millioner) og Mellon Collie and the Infinite Sadness (5,2 millioner) var det langt under bandets standard. Verden over var Adore dog blevet solgt i mere end tre millioner eksemplarer allerede i 1999.
Trods et skuffende salgstal blev pladen dog modtaget godt af kritikerne, der godt kunne lide den nye, banebrydende og eksperimenterende stil. Der blev også gjort opmærksom på, at Corgans tekster var blevet langt mere personlige og poetiske. Adore blev i 1999 nomineret til en Grammy Award i kategorien Best Alternative Music Performance, men tabte til Beastie Boys. 

## Salgstal
- USA: 1.200.000 (platin)
- UK: 100.000 (sølv)
- Frankrig: 198.300 (guld)
- Canada: 100.000 (platin)
- Australien: 70.000 (platin)
- Japan: 53.900
- Belgien: 25.000 (guld)
- Norge: 25.000 (guld)

I den første uge i handlen blev der solgt 174.000 eksemplarer af Adore i USA. I juli 2012 var der blevet solgt omkring 1,2 millioner eksemplarer i USA. Det anslås, at der er blevet solgt ca. 4.500.000 eksemplarer af Adore verden rundt.

## Band
- Billy Corgan (sang, guitar, klaver, producer)
- James Iha (guitar)
- D'arcy Wretzky (bas, sang)

Matt Walker, Matt Cameron og Joey Waronker spillede trommer, mens Brad Wood spillede orgel på Blank Page.

## Information
Alle sangene på albummet er skrevet af Billy Corgan.
Sangene er typisk skrevet i perioden 1996 og 1997, hvor Corgans mor Martha Corgan blev ramt af kræft, og døde nogle måneder senere. Det var også deromkring Corgan blev skilt fra sin kone, og hans bedste ven, bandets trommeslager Jimmy Chamberlin, blev smidt ud af bandet, pga. en episode med stoffer. Det forklarer hovedsageligt, hvorfor pladen er så meget mere mørk og trist end tidligere Pumpkinsplader (der jo i forvejen ikke har været de mest positive). 
Crestfallen, Tear og Blank Page handler antagelig om tabet af en elsket, højst sandsynligt en kæreste eller tæt ven. Shame, The Tale of Dusty and Pistol Pete og For Martha handler om død, og de konsekvenser det nu engang medfølger. Sidstnævnte er naturligvis en hyldest til Corgans mor, mens det senere er kommet frem, at Shame er skrevet om INXS-forsangeren Michael Hutchence, der døde i november 1997. Bono fra U2 skrev nogle år senere sangen Stuck in a Moment om selvsamme forsanger.  
Appels + Oranjes (Apples and Oranges) blev stavet forkert med vilje, da David Bowie i forvejen havde en sang af det navn. Det er dog ikke første gang, at Billy Corgan staver titlerne anderledes/forkert. Mellon Collie (Melancholy), Galapogos (Galapagos), Mayonaise (Mayonnaise) og Siva (Shiva) er blot nogle af eksemplerne på dette.

## 17
"17" er et kort instrumental track, der indeholder melodien fra en Adore-outtake "Blissed and Gone". På indersiden af albumcoveret finder man et lille digt tilknyttet "17":
17 seconds of compassion

17 seconds of peace

17 seconds to remember love is the energy behind which all is created

17 seconds to remember all that is good

17 seconds to forget all your hurt and pain

17 seconds of faith

17 seconds to trust you again

17 seconds of radiance

17 seconds to send a prayer up

17 seconds is all that you need

## Outtakes
Som altid havde bandet et hav af materiale, der blev sorteret fra. I 2001 blev nogle af sangene udgivet på opsamlingspladen Judas O, men ellers består nedenstående liste hovedsageligt af uudgivne sange.
- 48 Chords
- Because You Are (udgivet på Judas O)
- Blissed and Gone (udgivet på Judas O)
- Cash Car Star
- Chewing Gum
- Cross
- Czarina
- Do You Close Your Eyes?
- Jersey Shore
- Joy
- Let Me Give the World to You
- Lover
- My Mistake (udgivet på Judas O)
- Once in a While
- Satellites
- Saturnine (udgivet på Judas O)
- Sparrow (udgivet på Judas O)
- Soot and Stars (udgivet på Judas O)
- Summer
- Valentine
- Waiting (udgivet på Judas O)
- Winterlong (udgivet på Judas O)
- Without You